# A' Katīgoria 1995-1996
L'edizione 1995-96 della A' Katīgoria fu la 57ª della massima divisione cipriota; la vide la vittoria finale dell'APOEL, che conquistò il suo sedicesimo titolo.
Capocannoniere del torneo fu József Kiprich dell'APOEL con 25 reti.

## Formula
Le 14 squadre partecipanti hanno disputato il campionato incontrandosi in due gironi di andata e ritorno, per un totale di 26 giornate. Erano previste tre retrocessioni.

## Classifica finale
|  |    | Classifica finale  | G  | V  | N  | P  | GF | GS | DR  | Punti |
|  | -- | ------------------ | -- | -- | -- | -- | -- | -- | --- | ----- |
|  | 1  | APOEL(CC)          | 26 | 19 | 7  | 0  | 65 | 21 | +44 | 64    |
|  | 2  | Anorthōsis (C)     | 26 | 16 | 7  | 3  | 50 | 23 | +27 | 55    |
|  | 3  | Omonia             | 26 | 16 | 5  | 5  | 66 | 30 | +36 | 53    |
|  | 4  | AEK Larnaca        | 26 | 16 | 5  | 5  | 44 | 21 | +23 | 53    |
|  | 5  | Apollōn Limassol   | 26 | 10 | 10 | 7  | 42 | 29 | +13 | 40    |
|  | 6  | Ethnikos Achnas    | 26 | 9  | 10 | 7  | 36 | 33 | +3  | 37    |
|  | 7  | EN Paralimni       | 26 | 8  | 9  | 9  | 37 | 40 | -3  | 33    |
|  | 8  | Nea Salamis        | 26 | 10 | 3  | 13 | 37 | 48 | -11 | 33    |
|  | 9  | Arīs Limassol      | 26 | 7  | 10 | 9  | 34 | 36 | -2  | 31    |
|  | 10 | Alkī Larnaca       | 26 | 8  | 7  | 11 | 42 | 46 | -4  | 31    |
|  | 11 | Olympiakos Nicosia | 26 | 8  | 6  | 12 | 24 | 32 | -8  | 30    |
|  | 12 | AEL Limassol       | 26 | 6  | 6  | 14 | 37 | 49 | -12 | 24    |
|  | 13 | Evagoras Paphou    | 26 | 2  | 7  | 17 | 21 | 59 | -38 | 13    |
|  | 14 | Omonia Aradippou   | 26 | 0  | 2  | 24 | 18 | 86 | -68 | 2     |

G = Partite giocate; V = Vittorie; N = Nulle/Pareggi; P = Perse; GF = Goal fatti; GS = Goal subiti; DR = Differenza reti.
- (C): Campione nella stagione precedente
- (CC): Vince la Coppa di Cipro

### Verdetti
- APOEL Campione di Cipro 1995-96.
- AEL Limassol, Evagoras Paphos e Omonia Aradippou retrocesse in Seconda Divisione.

### Qualificazioni alle Coppe europee
- Coppa UEFA 1996-1997: APOEL e Anorthosis qualificate al turno preliminare.
- Coppa delle Coppe 1996-1997: AEK Larnaca qualificato come finalista di Coppa al turno preliminare.
- Coppa Intertoto 1996: Apollon Limassol qualificato